# John Bunyan
John Bunyan (28. listopadu 1628 – 31. srpna 1688) byl anglický křesťanský spisovatel a baptistický kazatel. Proslul svým alegorickým dílem Cesta poutníka.

## Život
Vyrůstal v rodině kotláře. Jeho první manželka Mary přinesla do manželství dvě náboženské knihy, které oba společně četli a diskutovali o nich. Ještě než jeho první žena zemřela (zanechala mu čtyři děti), začal navštěvovat církev. Ony dvě knihy u něj vzbudily zájem o duchovní věci, prožíval muka nad svými hříchy a pokoušel se vést zbožný život ve vlastní síle. Po třech letech prožil zásadní obrat a vydal se Bohu.
Připojil se k nonkonformistické církvi, kde byl uznáván jeho dar kázání. Začal veřejně sloužit. Současně však musel živit svou rodinu a tak pracoval jako kotlář. Jeho věhlas kazatele stále vzrůstal. V roce 1660, když dosedl v Anglii na trůn Karel II., začali být nonkonformisté opět pronásledováni. Byl na něj vydán zatykač a do vězení jej odvedli přímo ze shromáždění. Soudce mu nabídl propuštění, slíbí-li, že přestane kázat. Ten však odmítl. Byl proto obviněn za účast při organizování nezákonných shromáždění, která nejsou podřízena Anglikánské církvi, a odsouzen k šesti letům vězení v Bedfordské věznici. Během této doby četl anglický překlad Bible KJV a Foxovu Knihu mučedníků a také začal sám psát.
V roce 1666 byl sice propuštěn, ale již o několik týdnů později byl opět zatčen za ilegální kázání a strávil v Bedfordské věznici dalších šest let. V roce 1672 král Karel II. zrušil zákon proti nonkonformistům a on byl znovu propuštěn. V té době byl již velmi populárním kazatelem. Královo srdce se však proti nonkonformistům opět zatvrdilo a on se ocitl znovu na šest měsíců ve vězení. A právě v této době sepsal svou nejslavnější knihu Cesta poutníka.
Pokračoval v kazatelské činnosti až do své smrti v roce 1688. Když se ohlížel na dobu strávenou v žaláři, napsal: „Nebyl jsem bez naděje, že by mé uvěznění nemohlo posloužit k probuzení svatých v této zemi. A právě tato skutečnost mě vedla k vydání celé záležitosti Bohu. A opravdu: až do svého návratu jsem ve vězení prožíval sladká setkání s Bohem.“ Svá duchovní hledání a boje i dobu svého uvěznění popsal Bunyan v knize Milost přehojná největšímu z hříšníků udělená.

## Dílo
Bunyanův alegorický román Poutníkova cesta patří k nejslavnějším křesťanským literárním dílům v dějinách vůbec; do češtiny byl poprvé přeložen učitelem při evangelické církvi reformované Josefem Nedomou jako Cesta křesťana z města zkázy do blahoslavené věčnosti a vydán u synů Bohumila Haase v Praze roku 1864. Moderní překlad, pod názvem Poutníkova cesta z tohoto světa do světa budoucího, pochází od překladatele a publicisty Tomáše Míky. Česky vyšla také Bunyanova autobiografie Milost přehojná největšímu z hříšníků udělená.